# NE555

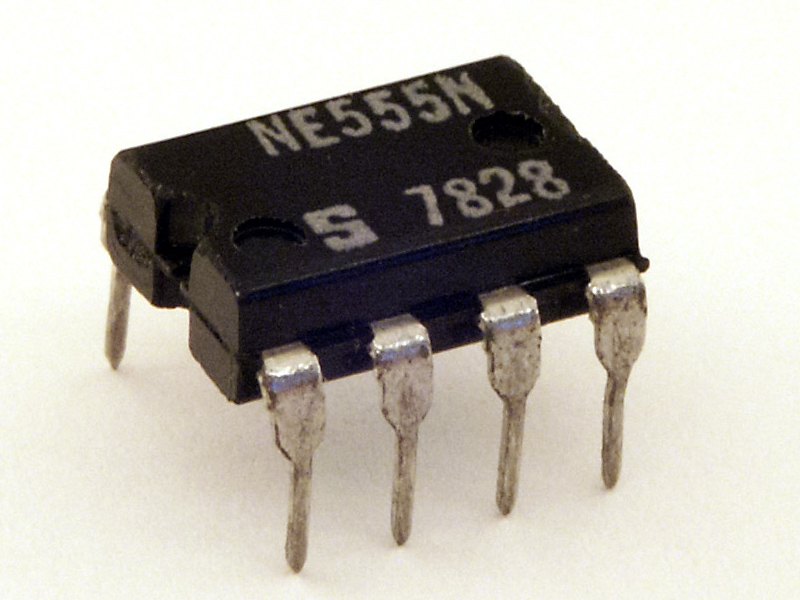
NE555 della Signetics in formato dual in-line

Pin-out del timer NE555

L'NE555 è un circuito integrato che può essere configurato come multivibratore monostabile (timer), come astabile (oscillatore) e come bistabile (flip-flop) permettendo la realizzazione di numerosissime applicazioni diverse.
Questo circuito integrato è stato inventato e progettato da Hans R. Camenzind nel 1970 e introdotto nel mercato nel 1971 dalla Signetics (successivamente acquisita da Philips). Il nome originale era SE555/NE555 : al suo interno vi sono tre resistori collegati in serie, ognuno del valore di 5 kΩ, i quali forniscono, tramite il principio del partitore di tensione, i potenziali di riferimento di 1/3 e 2/3 della tensione di alimentazione ai comparatori interni al dispositivo.. La durata dell'impulso o il periodo dell'oscillazione è regolabile da alcune decine di microsecondi ad alcune decine di minuti.
Il circuito interno di questo integrato è formato da 23 transistori, 2 diodi e 16 resistori che compongono, oltre al già citato partitore per ottenere le tensioni di riferimento, due comparatori, un latch SR e uno stadio di potenza per pilotare il carico. Il formato più comune del 555 è in contenitore plastico a 8 pin DIP, ma esistono versioni in contenitore metallico e in vari contenitori SMT.
Esistono numerose varianti del circuito base: oltre alle varie versioni CMOS a basso consumo (in cui i partitori di tensione sono realizzati con resistori da 100 kΩ anziché da 5 kΩ) esiste l'NE556, che è composto da due NE555 nello stesso contenitore (in questo caso DIP a 16 pin), e l'NE558 che è, invece, formato da 4 unità con connessioni e caratteristiche leggermente diverse dall'NE555.
Il timer 555 è uno dei più popolari e versatili integrati mai prodotti: nonostante l'età del progetto, viene ancora oggi fabbricato e utilizzato largamente grazie alla sua semplicità d'uso, economicità e stabilità. Ogni anno ne vengono prodotte circa un miliardo di unità.
Il 555 e i suoi derivati hanno tre modalità operative:
- Monostabile: in questa configurazione, il 555 funziona a "colpo singolo", con un singolo impulso di trigger che manda l'uscita a +Vcc e fa caricare il condensatore C. È utilizzabile per rilevatori di impulso, antirimbalzo per pulsanti, timer, interruttori a tocco, etc.
- Astabile: il 555 opera come un oscillatore. È utilizzato, ad esempio, in lampeggiatori per LED o lampade a incandescenza, come generatore di impulsi, generatore di toni, etc.
- Bistabile: il 555 si comporta come un flip-flop, se il pin Discharge non viene connesso e non si impiega il condensatore di temporizzazione.

## Connessioni

Struttura a blocchi del timer 555. THRES, CONT e TRIG sono connessi a due comparatori logici (dove è presente il pallino, ad esempio CONT, è l’ingresso “-“ del comparatore. L’ingresso RESET è l’ingresso R1 (prioritario cioè con prevalenza sullo stato degli ingressi R ed S e con pallino cioè vero quando RESET è a livello logico basso) del latch RS. L’uscita del latch è l’uscita negata (cioè vera quando è bassa e quindi se S è a livello logico alto)

La connessione dei pin è come di seguito:
| Nr. | Nome    | Scopo |
| --- | ------- | --- |
| 1   | GND     | Massa, livello logico 0 |
| 2   | TR      | Un breve impulso a livello basso sul pin tr (trigger) fa partire il timer |
| 3   | Q       | Durante l'intervallo di temporizzazione, l'output (uscita) resta a +VCC |
| 4   | R       | Un intervallo di temporizzazione può essere interrotto applicando un impulso di reset, ossia forzando questo pin al livello basso (0 V) |
| 5   | CV      | Tensione di controllo (control voltage): permette l'accesso al partitore di tensione interno (2/3 VCC). Quando questo pin non è utilizzato, è bene inserire un condensatore verso massa, solitamente da 10 nF, per filtrare la tensione di riferimento ed evitare malfunzionamenti.          |
| 6   | THR     | La soglia (threshold) a cui termina l'intervallo (termina se VTHR > 2/3 VCC) |
| 7   | DIS     | Piedino di scarica del condensatore di temporizzazione: quando il condensatore raggiunge la tensione di soglia del comparatore, l'uscita (pin 3) va alta e un transistor scarica il condensatore per far iniziare un nuovo ciclo.                                                            |
| 8   | V+, VCC | Piedino di alimentazione: deve essere applicata una tensione compresa tra +5 e +15 V per la versione standard, o entro limiti diversi a seconda della tecnologia costruttiva (TTL o CMOS). Verificare sul datasheet del modello scelto la gamma di tensioni entro cui può essere alimentato. |

## Configurazioni

### Astabile

Multivibratore astabile a 555

In figura è rappresentata la configurazione base del 555 come multivibratore astabile, in cui i piedini 2 e 6 sono collegati tra di loro e hanno, quindi, lo stesso potenziale del condensatore C. La resistenza R1 è collegata tra +Vcc e il terminale 7 (scarica), mentre R2 viene collegata tra il terminale 7 e il condensatore .

Con questi collegamenti, quando il circuito viene alimentato, la tensione sul condensatore cresce e inizia ad oscillare tra i valori 1/3 Vcc e 2/3 Vcc: di conseguenza, l'uscita varia tra 0 e Vcc con due tempi ricavabili dalle equazioni classiche di carica e di scarica del condensatore. Il tempo t1, in cui l'uscita è alta, si calcola con la formula:
{\displaystyle t_{1}=0.693(R_{1}+R_{2})C}
mentre il tempo t2, in cui l'uscita è bassa, si calcola con la formula:
{\displaystyle t_{2}=0.693R_{2}C}
La carica, infatti, avviene attraverso le due resistenze in serie, mentre la scarica avviene tramite la sola R2. Dalle formule si nota che t1>t2, quindi la forma d'onda avrà sempre un duty cycle maggiore del 50%, per cui le onde di uscita non sono mai simmetriche. In pratica, ponendo R1 << R2, il duty cycle si avvicina molto al 50%: in prima approssimazione, quindi, le onde si potrebbero ritenere simmetriche. Il valore di R1 e R2 è consigliabile che sia compreso tra 1 KOhm e 10 MOhm in quanto valori più piccoli di 1 KOhm possono causare il danneggiamento del transistor di scarica che, quando va in conduzione, è attraversato dalla corrente di scarica del condensatore attraverso R2 più la corrente prodotta dalla tensione di alimentazione attraverso R1.

Lo 0.693 nelle formule è dato dalla struttura circuitale e la tolleranza delle 3 resistenze del partitore è molto stretta
Per alterare il valore del duty cycle si può modificare la configurazione base nei seguenti modi:
- Duty Cycle = 50%: inserire in parallelo alla resistenza R2 un diodo con il catodo rivolto verso il pin 6.
- Duty Cycle < 50%: per questo tipo di configurazione bisogna inserire al posto della R2 due rami resistenza- diodo in parallelo con i versi dei diodi uno opposto all'altro.

### Monostabile

Multivibratore monostabile a 555

In figura è rappresentata la configurazione base del 555 come multivibratore monostabile in cui la resistenza R è collegata tra l'alimentazione e il pin 7 e il condensatore C tra il pin 7 e la massa, il pin 6 viene inoltre collegato insieme al 7.

Lo stato dell'uscita è basso se l'ingresso 2 Trigger vale Vcc. Infatti il BJT interno al 555 è saturo quindi l'ingresso 6 Threshold è a potenziale 0 e gli ingressi R e S del latch interno sono entrambi a 0 così lo stato dell'uscita si conserva.  Appena il valore della tensione presente sul pin Trigger scende al di sotto di Vcc/3, Vout diventa uguale a Vcc e il BJT si interdice: il condensatore tende a caricarsi al valore Vcc attraverso la resistenza R, quando raggiunge il valore di 2/3 Vcc si ha S=0 e R=1, quindi Vout=0 e il BJT torna in saturazione riportando S=R=0 e l'uscita rimane allo stato stabile basso. Il tempo in cui l'uscita resta alta viene dimensionato attraverso la formula:
{\displaystyle t=1.1RC}
dove t è in secondi, R in Ohm, C in Farad.

Se durante il tempo in cui l'uscita è alta si applicano altri impulsi al trigger l'uscita non ne viene influenzata, lo stato alto termina dopo il tempo fissato dai valori di R e C, in questo caso si dice che il monostabile è non retriggerabile, ma esiste anche una configurazione in cui il monostabile è retriggerabile, dando un nuovo impulso di trigger quando l'uscita è alta il monostabile torna all'inizio del ciclo, il trigger viene collegato all'alimentazione Vcc e threshold alla sorgente degli impulsi, in questo caso lo stato in uscita alto si ha sul fronte di salita del segnale.

### Modulatore della durata degli impulsi (PWM)
Se nella configurazione monostabile si collega il pin 5 Control voltage ad un generatore di tensione variabile e si applica al pin 2 Trigger un treno di impulsi periodici all'uscita si ottengono degli impulsi aventi lo stesso periodo di quelli di ingresso ma di durata dipendente dall'ampiezza del segnale presente sul pin 5 detto segnale modulante. Infatti se il valore del segnale modulante è maggiore di 2/3 Vcc l'impulso di uscita ha durata maggiore del tempo dato da 1,1 RC perché la commutazione a 0 avviene quando il pin 6 raggiunge il valore esistente sul pin 5, viceversa succede quando il segnale modulante presente sul pin 5 vale meno di 2/3 Vcc con altre applicazioni.

### Modulatore di posizione degli impulsi (PPM)
Se nella configurazione astabile si collega il pin 5 Control voltage ad un generatore di tensione variabile si ottengono in uscita onde rettangolari con frequenza dipendente dall'ampiezza del segnale modulante applicato al pin 5.

## Specifiche
Queste specifiche si riferiscono all'NE555. Altri timer 555 possono avere migliori caratteristiche anche in funzione della tecnologia di costruzione (TTL o CMOS) e della classe (commercial, automotive, militare, medicale ecc.).
| Tensione di alimentazione (VCC)         | da 4,5 a 15 V                                    |
| Corrente di alimentazione (VCC = +5 V)  | da 3 a 6 mA                                      |
| Corrente di alimentazione (VCC = +15 V) | da 10 a 15 mA                                    |
| Corrente d'uscita (massima)             | 200 mA                                           |
| Potenza dissipata                       | 600 mW                                           |
| Temperatura ambiente operativa          | tra 0 e 70 °C (per la versione detta commercial) |

## Derivazioni
Varianti compatibili, comprese le versioni CMOS, vengono costruite da vari produttori. Il 555 è anche noto sotto questi nomi:
| Produttore              | Modello                    | Note                                                                |
| ----------------------- | -------------------------- | ------------------------------------------------------------------- |
| ECG Philips             | ECG955M                    |                                                                     |
| Exar                    | XR-555                     |                                                                     |
| Fairchild Semiconductor | LM555/NE555/SA555          |                                                                     |
| Harris                  | HA555                      | obsoleto                                                            |
| Intersil                | SE555/NE555/ICM7555        |                                                                     |
| Lithic Systems          | LC555                      |                                                                     |
| Maxim                   | ICM7555                    | CMOS con alimentazione minima di 2 V                                |
| Motorola                | MC1455/MC1555              |                                                                     |
| National Semiconductor  | LM1455/LM555C              |                                                                     |
| National Semiconductor  | LMC555                     | CMOS con alimentazione minima fino a 1,5 V                          |
| NTE Sylvania            | NTE955M                    |                                                                     |
| Raytheon                | RM555/RC555                |                                                                     |
| RCA                     | CA555/CA555C               |                                                                     |
| Sanyo                   | LC7555                     |                                                                     |
| STMicroelectronics      | NE555/SA555/SE555 TS3V555  | Versione del timer a 3 V di tensione alimentazione (obsoleto)       |
| Texas Instruments       | NA555, NE555, SA555, SE555 |                                                                     |
| Texas Instruments       | TLC555                     | CMOS con alimentazione minima fino a 2 V                            |
| URSS                    | K1006ВИ1                   |                                                                     |
| Zetex                   | ZSCT1555                   | Basso consumo; alimentazione da 0,9 V ma con limite superiore a 6 V |

Diversi editori,  nelle loro collane tecniche, hanno pubblicato veri e propri manuali con schemi di progetto pratici, orientati a svariate applicazioni di questo dispositivo.